# شهریار آهی
شهریار آهی (زاده ۲۰ مرداد ۱۳۲۵) بانکدار و فعال سیاسی ایرانی و نظریه‌پرداز و سخنگوی گروه‌های لیبرال دموکرات مخالف نظام جمهوری اسلامی ایران است. وی در ام‌آی‌تی تحصیل، و در ماه‌های پیش از انقلاب ۱۳۵۷ ایران، رابط غیررسمی محمدرضا پهلوی و ایالات متحده بوده‌است. آهی یکی از بنیان‌گذاران «اتحادیه ملی برای دموکراسی در ایران» است.

## تحصیلات
او در سال ۱۹۷۶ در امتحانات دکتری خود در مؤسسه فناوری ماساچوست با درجه بالا قبول شد و در سال ۱۹۷۸ کلوکیوم (گفتگو یا بررسی علمی) پایان‌نامه دکتری خود را با موفقیت گذراند. پایان‌نامه دکتری شهریار در MIT بر اساس یک مدل رگرسیون بود که سیاست‌های قیمت‌گذاری اعضای سازمان کشورهای صادرکننده نفت (اوپک) را پیش‌بینی می‌کرد.
پس از فارغ‌التحصیلی از MIT با مدرک علوم کامپیوتر، شهریار با ایتیل د سولا پول، ویراستار کتاب راهنمای ارتباطات جمعی همکاری کرد و اصلی‌ترین مسئول پروژه عمومی امپلیکاتور MIT شد که اولین موتور استنتاج زبان طبیعی مورد استفاده با آرپانت، پدر اینترنت، را توسعه داد.
شهریار در مدرسه کسب‌وکار هاروارد تحقیقاتی انجام داد، جایی که یک مدل بیزی برای تحلیل آماری بازار توسعه داد، و به عنوان محقق ارشد در موسسه بین‌المللی مطالعات استراتژیک لندن فعالیت کرد، جایی که روی مشکلات امنیتی کشورهای خلیج فارس کار می‌کرد.

## ایدئولوژی سیاسی
آهی خود را از نظر سیاسی راست میانه و لیبرال در معنای اروپاییش معرفی می‌کند.

## همکاری با سیا
در دهه ۱۹۸۰ آهی به ویلیام کیسی اداره کننده سیا نزدیک بود و سعی داشت رضا پهلوی را از جوانی خوشگذران به یک رهبر شجاع مقاومت تبدیل کند. با شکست این تلاش آهی مغز متفکر جنبشی برای رفراندوم در ایران شد که توجه بین‌المللی را به عنوان راهی صلح آمیز برای سرنگونی حکومت ایران به خود جلب کرد.

## فعالیت های سیاسی
در کنار صندوق بالتیک، شهریار همچنین عضو هیئت مدیره بنیاد ایالات متحده-بالتیک بود، که برای پرورش جامعه مدنی و اداره دموکراتیک در کشورهای تازه آزاد شده استونی، لتونی و لیتوانی تاسیس شد و با افراد سرشناسی مانند توماس هندریک ایلوس, رئیس‌ جمهور اسبق استونی و لیناس کوجالیس، هماهنگ‌کننده حقوق بشر دولت ریگان در زمان فروپاشی شوروی همکاری داشت.
آهی از جمله برگزارکنندگان و شرکت کنندگان کنفرانس‌های مختلف مخالفان حکومت ایران در استکهلم، واشینگتن دی سی، , لندن و بروکسل بوده‌است.
آهی از مخالفان نوشته شدن منشور همبستگی پس از جنبش زن زندگی آزادی بود، و باور داشت که هنوز آمادگی لازم توسط اعضا وجود ندارد. وی بیانیه داشتن را جایگزین بهتری برای جنبش میدانست. به طوری که به نتیجه گیری جمعی برسیم که هر دوی جمهوری اسلامی و اپوزیسیون جمهوری اسلامی شکست خورده اند. آهی معتقد است که نداشتن رهبر واقعی در اپوزیسیون، یکی از بزرگترین موانع کمک دولت های غربی به جنبش آزادی در ایران است. آهی معتقد است که سرانجام شورش بی رهبر آنارشی است.

## فعالیت های اقتصادی

### صندوق سرمایه گذاری بالتیک
پس از فروریختن دیوار برلین، شهریار و همکارش از مورگان استنلی به عنوان هم‌بنیانگذاران، اولین صندوق سرمایه‌گذاری خصوصی را برای کشورهای بالتیک که به تازگی استقلال یافته بودند، تأسیس کردند. او بازسازی اقتصاد کشورهای بالتیک را به عنوان الگویی برای خود توصیف کرد که چگونه پس از توتالیتاریسم به بازسازی اقتصاد ایران کمک خواهد کرد، به ویژه با اتصال آن به اقتصاد جهانی.

### فعالیت‌ها در خاورمیانه
در میانهٔ دهه ۱۹۹۰ او معامله اکتساب خبرگزاری یونایتد توسط عربستان سعودی را انجام داد و تبدیل به مشاور ارشد ام بی سی شد که در میدیا سیتی دبی فعالیت می‌کرد. آهی رئیس هیئت مدیره ARA Group International (“AGI”) یک شرکت هلدینگ رسانه ای سعودی بود که مرکز پخش خاورمیانه و یونایتد پرس از شرکت‌های دختر آن بوده‌اند.
وی همچنین به عنوان مدیرعامل بنیان‌گذار Estithmar, اولین صندوق سرمایه‌گذاری که توسط دولت دبی راه‌اندازی شد, فعالیت کرده است.